# Paul Arndt (közgazdász)
Paul Arndt (Luckenwalde, 1870. szeptember 25. – Bad Homburg vor der Höhe, 1942. május 24.) német közgazdász

## Élete
Apja Ferdinand Arndt rektor volt. Teológiát kezdett tanulni, de hamarosan jogra és politikatudományra váltott. Tanulmányait a genfi, párizsi, bonni és berlini egyetemeken folytatta. Doktori címét 1897-ben Berlinben szerezte. Ezután a kölni kereskedelmi akadémián lett kutatási asszisztens. Itt 1900-ig tartózkodott, majd a berlini kereskedőközösség munkatársa lett. Már 1901-ben felkérték, hogy a Frankfurt am Main-i Társadalom- és Kereskedelmi Tudományok Akadémiája előadója legyen. Itt 1914-ig tartózkodott, majd a Johann Wolfgang Goethe Egyetem professzora lett. Az első világháború alatt gazdasági vezető volt Berlinben. Az SS pártoló tagja volt, 1935-ben vonult nyugdíjba.
Közgazdászként liberális gazdaság- és kereskedelempolitikát hirdetett. Sokat foglalkozott a munkások szociális problémáival, kampányolt a munkájukat otthonról végzők érdekeinek védelméért.

## Válogatott munkái
- Deutschlands Stellung in der Weltwirtschaft. 1907/1913
- Heimarbeit und Verlag in der Neuzeit. 1932–1935 (32 részben)
- Heimarbeiterelend. 1927
- Lohngesetz und Lohntarif. 1926
- Der Schutz der nationalen Arbeit. 1903
- Wie studiert man Nationalökonomie? 1921/1922

## Fordítás
- Ez a szócikk részben vagy egészben  a   Paul Arndt (Nationalökonom) című német Wikipédia-szócikk ezen változatának fordításán alapul.  Az eredeti cikk szerkesztőit annak laptörténete sorolja fel. Ez a jelzés csupán a megfogalmazás eredetét és a szerzői jogokat jelzi, nem szolgál a cikkben szereplő információk forrásmegjelöléseként.